# キャンド・ヒート (曲)
「キャンド・ヒート」(Canned Heat)は、ジャミロクワイの楽曲。

## 概要
- 4枚目のスタジオ・アルバム『シンクロナイズド』からの最初のシングルとしてリリースされた。
- グループにとって2曲目の全米ダンスチャート1位獲得楽曲となった。
- 前年にジャミロクワイを去ったベースのスチュアート・ゼンダーとの訴訟を避けるため、作った曲をお蔵入りさせなければならず(「メンバーの離脱」参照)、その代わりに新たに生み出された曲である。騒動によるストレスや疲れや怒りが、暖められて爆発しそうな缶詰(Canned Heat)のようで、それをダンスで発散するポジティブなディスコソングである[1]。
- 歌番組「HEY!HEY!HEY! MUSIC CHAMP」でこの曲を披露するためだけに来日して出演した(放送日は1999年8月23日月曜日)。
- テンポは128bpm

## ミュージックビデオ
- ミュージック・ビデオの監督はジョナス・アカーランドが務めた。
- 映画『ナポレオン・ダイナマイト』の印象的なダンスシーンで使用されている。
- 冒頭で映るベッドルームはバンドリーダーのジェイ・ケイの自宅ベッドルームに非常に似ており、違うのは実際のベッドルームには大きなフェラーリの旗が飾ってあるそう[2]。
- 前述の「概要」の通り歌詞はストレスをダンスで発散するものだが、ビデオのストーリーとしては、大豪邸のベッドルームで寝ていたケイが夢の中で起き上がるとダンスミュージックが聞こえたので「どこでパーティーをやってるのか？」と豪邸の部屋から部屋をすり抜けてパーティー場所を探し、最後はみんなでダンスすると言う内容になっているそう[2]。
- ビデオの後半で映るモスグリーンの壁紙の部屋は、ハムスターの回し車のように部屋が回転する装置である。家具などは全て部屋に固定されており、部屋を回転すると床と天井が天地逆さまになる。
- モスグリーンの部屋(回転する部屋で)天井の照明器具にぶら下がるシーンを撮るとき、売れっ子のケイに怪我をされては困るソニー社員はスタントマンを使う事を提案したが、ケイはそれくらい自分でできるし、他人が代理で行った映像ではなく自分で全部行った映像をファンに届けないとダメだと主張した。監督ジョナス・アカーランドは「自分の仕事はジャミロクワイの良いビデオを作る事だ(甘ちょろく安全にするのではなく映像にこだわる)」とソニーに言い返した。こうしてスタントマンではなくケイが行う事になった。照明器具に捕まり、実際に部屋が回転されて天地が逆になり、宙にぶら下がると体がぶらぶら揺れヒヤッとした。下を見ると、あたふたしているソニー社員に対し、笑顔でスリル映像を楽しんでいるアカーランドが見えた。この一件でケイはアカーランドを気に入った[2](と言うエピソードをイギリス全国放送させた当時のソニーもまた販売のプロである)[3]。
- モスグリーンの部屋(回転する部屋)のシーンにはディジュリドゥ担当のウォリス・ブキャナンも参加した(左手前のソファーに座る赤い服の人物)。
- ワープしているシーンは、時間的ワープではなくテレビの中に入り込んで映像信号線の中を通っているイメージである[2]。

## 売上ランキング
| 国別チャート(1999)                       | 最高順位 |
| ---------------------------------------- | -------- |
| オーストラリア (ARIA)                    | 20       |
| ベルギー (Ultratop 50 Flanders)          | 43       |
| ベルギー (Ultratop 50 Wallonia)          | 39       |
| Canada (Nielsen SoundScan)               | 7        |
| カナダ ダンス/アーバン (RPM)             | 7        |
| Europe (Eurochart Hot 100)               | 9        |
| フィンランド (Suomen virallinen lista)   | 3        |
| フランス (SNEP)                          | 30       |
| ドイツ (GfK Entertainment charts)        | 28       |
| Hungary (Mahasz)                         | 2        |
| Iceland (Íslenski Listinn Topp 40)       | 2        |
| アイルランド (IRMA)                      | 14       |
| Italy (Musica e dischi)                  | 7        |
| オランダ (Dutch Top 40)                  | 29       |
| オランダ (Single Top 100)                | 31       |
| ニュージーランド (Recorded Music NZ)     | 26       |
| ノルウェー (VG-lista)                    | 15       |
| スコットランド (Official Charts Company) | 3        |
| スペイン (PROMUSICAE)                    | 2        |
| スウェーデン (Sverigetopplistan)         | 35       |
| スイス (Schweizer Hitparade)             | 9        |
| UK シングルス (OCC)                      | 4        |
| US Dance Club Songs (Billboard)          | 1        |
| US Dance Singles Sales (Billboard)       | 17       |

| 国別チャート(1999)      | 最高順位 |
| ----------------------- | -------- |
| UK Airplay (Music Week) | 7        |

## トラックリスト
日本盤CDシングル
1. キャンド・ヒート (7" エディット)　- 3:46
2. キャンド・ヒート (ラジオ・エディット) - 3:19
3. ウルフ・イン・シープス・クロージング - 4:00